# 尚布莱 (汝拉省)
尚布来（法語：Chamblay，法語發音：[ʃɑ̃blɛ]）是法国汝拉省的一个市镇，位于该省北部，属于多勒区。

## 地理
尚布莱（46°59'52"N, 5°42'14"E）面积13.82 平方千米，位于法国勃艮第-弗朗什-孔泰大區汝拉省，该省份为法国东部内陆省份，北起上索恩省，西北接科多尔省，西临索恩-卢瓦尔省，南至安省，东与杜省和瑞士接壤。
与尚布莱接壤的市镇（或旧市镇、城区）包括：热尔米涅、卢河畔希塞、埃克勒、乌南、圣西尔蒙马兰、桑唐、瓦当、阿瓦勒新城。

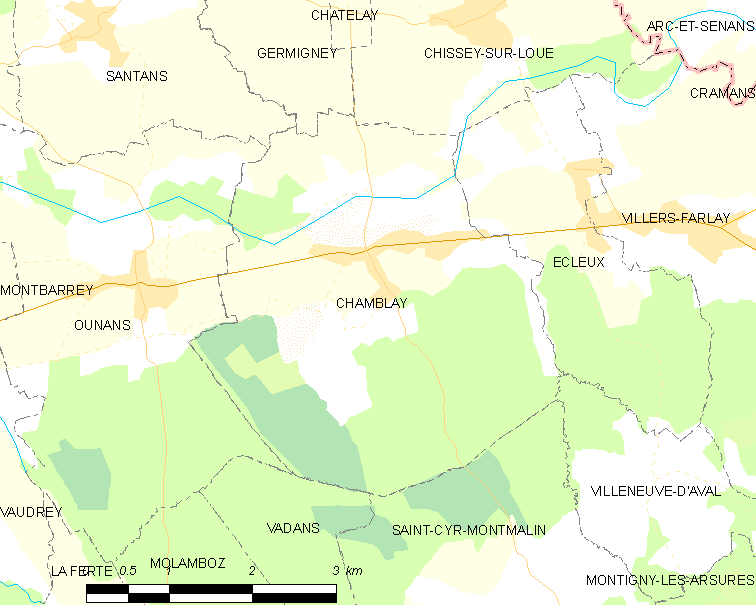
的OSM定位图

尚布莱的时区为UTC+01:00、UTC+02:00（夏令时）。

## 行政
尚布莱的邮政编码为39380，INSEE市镇编码为39093。

## 政治
尚布莱所属的省级选区为蒙苏沃德雷县。

## 人口

1962-2008年间人口变化图示

尚布莱于2022年1月1日时的人口数量为423人。